# Cliff Drysdale

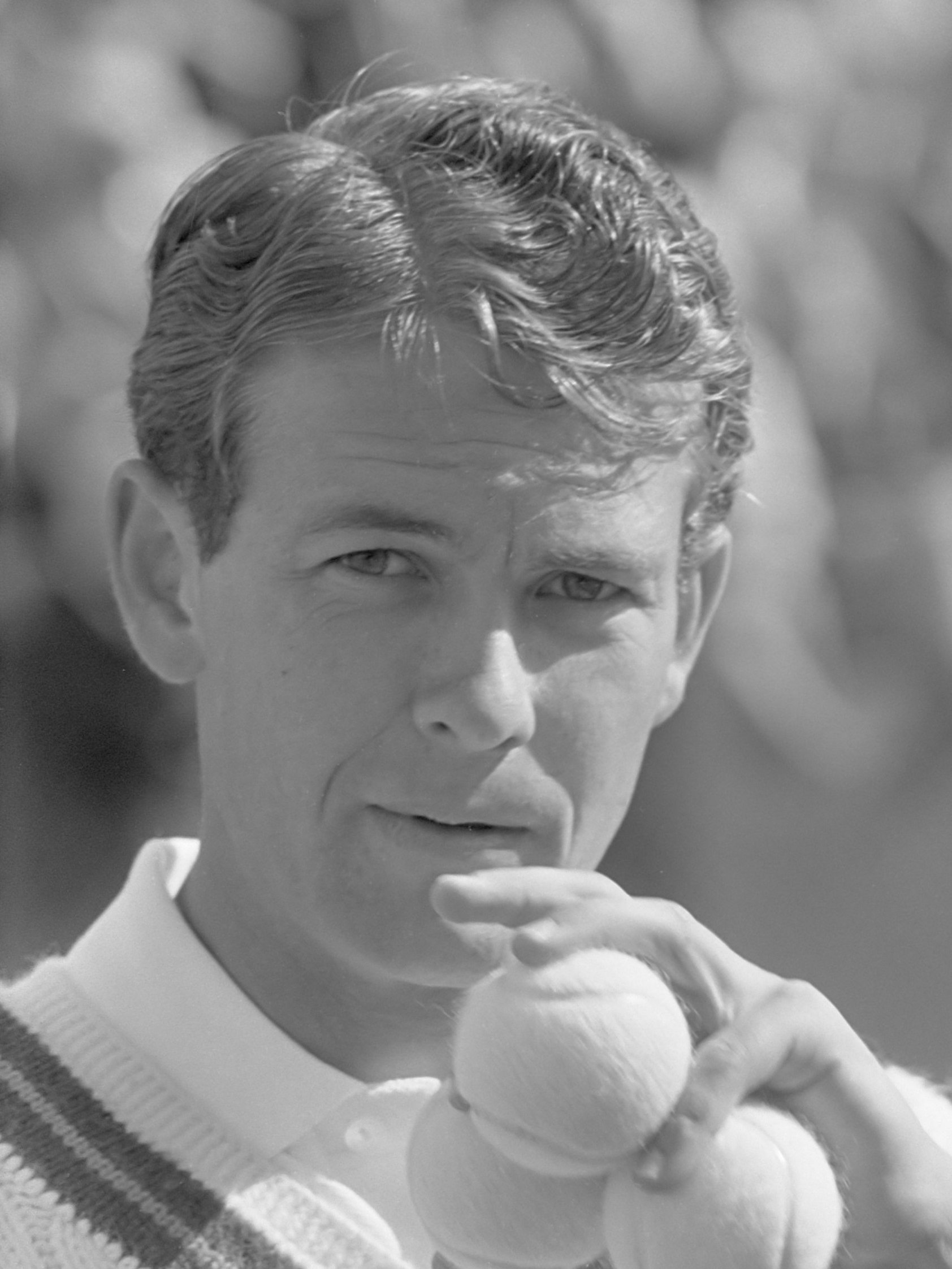
Cliff Drysdale (1966)

Cliff Drysdale (n. 26 de mayo de 1941) es un exjugador de tenis de Sudáfrica que se destacó en los años 1960 y principios de los años 1970. Fue finalista del US Open en individuales y campeón en dobles. Nacionalizado estadounidense, actualmente es comentarista de los partidos de Grand Slam en ESPN.

## Torneos de Grand Slam

### Finalista Individuales (1)
| Año  | Torneo                            | Oponente en la final | Resultado       |
| 1965 | US National Singles Championships | Manuel Santana       | 2-6 9-7 5-7 1-6 |

### Campeón Dobles (1)
| Año  | Torneo  | Pareja       | Oponentes en la final       | Resultado   |
| 1972 | US Open | Roger Taylor | Owen Davidson John Newcombe | 6-4 7-6 6-3 |